# Комитет за стопанска координация
Комитетът за стопанска координация е българска държавна институция, съществувала за кратко през 1968-1971 година. Целта на създаването му е да координира работата на множеството ведомства, управляващи национализираната икономика. Комитетът включва представители на определени от Министерския съвет институции, като председателят му е заместник министър-председател.